# Berek
Berek és un municipi de Croàcia que es troba al comtat de Bjelovar-Bilogora. El 2011 tenia 1.443 habitants.